# Bedford (condado de Westchester)
Bedford es un lugar designado por el censo ubicado en el condado de Westchester en el estado estadounidense de Nueva York. En el año 2000 tenía una población de 1,724 habitantes y una densidad poblacional de 180.7 personas por km². Bedford se encuentra ubicado dentro del pueblo de Bedford.

## Geografía
Bedford se encuentra ubicado en las coordenadas 41°11′38″N 73°38′32″O / 41.19389, -73.64222. Según la Oficina del Censo, la ciudad tiene un área total de 9,6 km² (3,7 mi²), de la cual 9,5 km² (3,7 mi²) es tierra y 0,1 km² (0 mi²) (0.27%) es agua.

## Demografía
Según la Oficina del Censo en 2000 los ingresos medios por hogar en la localidad eran de $120,325, y los ingresos medios por familia eran $118,848. Los hombres tenían unos ingresos medios de $81,898 frente a los $52,375 para las mujeres. La renta per cápita para la localidad era de $56,868. Alrededor del 2.4% de la población estaban por debajo del umbral de pobreza.